# Bernhard Flor
Bernhard Flor (* 25. Februar 1957 in Bonn) ist ein deutscher Jurist und Richter. Von 2004 bis Anfang 2023 war er Präsident des Landgerichts Itzehoe. Er war von 2008 bis 2020 zusätzlich Präsident des Schleswig-Holsteinischen Landesverfassungsgerichtes.

## Leben
Flor studierte nach dem Abitur Jura an der Universität Kiel und absolvierte sein Referendariat in Schleswig-Holstein. Nach der bestandenen Zweiten juristischen Staatsprüfung war er von 1986 bis 1989 zunächst als Rechtsanwalt in Kiel tätig. Darüber hinaus wurde Flor 1986 an der Kieler Universität mit der Dissertation Verfassungsrechtliche Aspekte des Demokratie- und Mandatsverständnisses der Grünen zum Dr. jur. promoviert. Anschließend wurde er mit Wirkung vom 17. Juli 1989 als Assessor am Amtsgericht Itzehoe eingestellt. Im April 1991 wurde Flor zum Richter auf Lebenszeit ernannt, später wechselte er an das Landgericht Itzehoe. 1996 wurde Flor an das Kieler Justizministerium berufen, wo er zunächst als Koordinierungsreferent Landtags- und Bundestagsfragen tätig war. In der Folge war er bis zum Jahr 2000 Büroleiter der Justizminister Gerd Walter und Anne Lütkes. Mit Wirkung vom 1. September wurde Flor zum Direktor des Amtsgerichtes Pinneberg ernannt. 2004 kehrte er nach Itzehoe zurück. Am 30. Juli des Jahres ernannte das Kieler Justizministerium Flor zum Präsidenten des Landgerichts Itzehoe, nachdem diese Stelle ein Jahr unbesetzt war. Er löste in dieser Funktion den späteren sächsischen Justizminister Geert Mackenroth ab. Nachdem das Bundesland Schleswig-Holstein erst seit 2006 in der Landesverfassung ein Landesverfassungsgericht vorsieht, wurde dieses mit Wirkung vom 1. Mai 2008 in Schleswig eingerichtet. Der Landtag von Schleswig-Holstein wählte die ersten Mitglieder des Landesverfassungsgerichtes auf seiner Sitzung vom 23. April 2008 einstimmig. Zum Präsidenten wurde dabei gemäß dem Wahlvorschlag Bernhard Flor für die Dauer von neun Jahren gewählt. Er trat das Amt am 1. Mai 2008 an. Sein Nachfolger wurde am 1. Januar 2021 Christoph Brüning.